# لایحه رزرواسیون زنان
لایحه رزرو زنان یا قانون اساسی (متمم ۱۰۸) بیل، ۹ مارس ۲۰۱۰، لایحه‌ای است که در پارلمان هند به تصویب رسیده است و قانون اساسی هند را اصلاح می‌کند تا ۱/۳ از تمام کرسی‌های لوک سبها مجلس سفلی در پارلمان هند و در تمام مجامع قانونگذاری ایالتی برای زنان حفظ کند. در این قانون پیشنهاد شد که کرسی‌ها به صورت چرخشی رزرو شوند و با قرعه‌کشی به گونه‌ای تعیین می‌شد که یک کرسی در سه انتخابات عمومی متوالی فقط یک بار رزرو می‌شد.
راجیه سبها این لایحه را در ۹ مارس ۲۰۲۰ تصویب کرد. با این حال، لوک سبها هرگز به این لایحه رای نداد. به همین دلیل این لایحه منقضی شد زیرا هنوز در لوک سبها در حال بررسی بود و لوک سبها در سال‌های ۲۰۱۴ و ۲۰۲۹ آن را رد کرد و در نتیجه منقضی شد.

## رزرو بانوان
در سال ۱۹۹۳، یک اصلاحیه قانون اساسی در هند به تصویب رسید که بر اساس آن یک سوم از سمت‌های رهبر شورای روستا، یا سارپانچ، در گرام پانچایات، به زنان اختصاص داده شد.
یک برنامه بلندمدت برای تعمیم این شرط به مجلس و مجالس قانونگذاری وجود دارد.